# Jaime Bravo López
Jaime Bravo López (Santiago, Chile, 30 de marzo de 1944) fue un futbolista chileno. Jugó de centrodelantero. Profesor de Educación Física, una vez retirado como futbolista activo trabajó como Director Técnico en divisiones cadetes.

## Trayectoria
Sus inicios se desenvolvieron en las divisiones menores de Colo-Colo, ingresando a la segunda infantil a los 14 años, en 1958. 
En 1963 y 1964 fue campeón con el equipo Cuarta Especial de Colo-Colo.
Debuta en el primer equipo del cacique, el día domingo 5 de julio de 1964 en el triunfo del equipo albo, 3 – 2, sobre el conjunto de Unión San Felipe en la ciudad de San Felipe
Después de cuatro años en Colo-Colo, en 1968 va O'Higgins, para en 1969 jugar en la Primera División B en el equipo de Universidad Técnica del Estado. En 1970 y 1971, se traslada al norte para jugar en Deportes Antofagasta
En los dos años siguientes, 1972 y 1973, juega en la Primera División B en el equipo Deportes Aviación, que se tituló campeón en 1973, ascendiendo a la Primera División. 
Como Director Técnico se desempeña en las divisiones de menores de Colo-Colo entre los años 1990 y 1994.
En 2013, dentro del ámbito de su vida privada, pero muy relacionado con su actividad profesional y futbolística, escribe y publica el libro autobiográfico “Desde el solar al verde del Nacional”. 

## Selección nacional
Fue internacional con la Selección juvenil de fútbol de Chile, equipo que concurrió al Torneo Sudamericano Juvenil de Colombia en 1964, obteniendo el título de goleador de la competencia con 5 goles convertidos en 6 partidos jugados. Por su parte el conjunto chileno obtuvo el segundo lugar.  

## Estadísticas

### Clubes
| Club                           | País  | Año       |
| ------------------------------ | ----- | --------- |
| Colo-Colo                      | Chile | 1964-1967 |
| O'Higgins                      | Chile | 1968      |
| Universidad Técnica del Estado | Chile | 1969      |
| Deportes Antofagasta           | Chile | 1970-1971 |
| Deportes Aviación              | Chile | 1972-1973 |

## Palmarés

### Campeonatos nacionales
| Título             | Club              | País  | Año  |
| ------------------ | ----------------- | ----- | ---- |
| Primera División B | Deportes Aviación | Chile | 1973 |

### Distinciones individuales
| Distinción                                      | Año  |
| ----------------------------------------------- | ---- |
| Goleador Torneo Sudamericano Juvenil – Colombia | 1964 |